# محجر فوربس

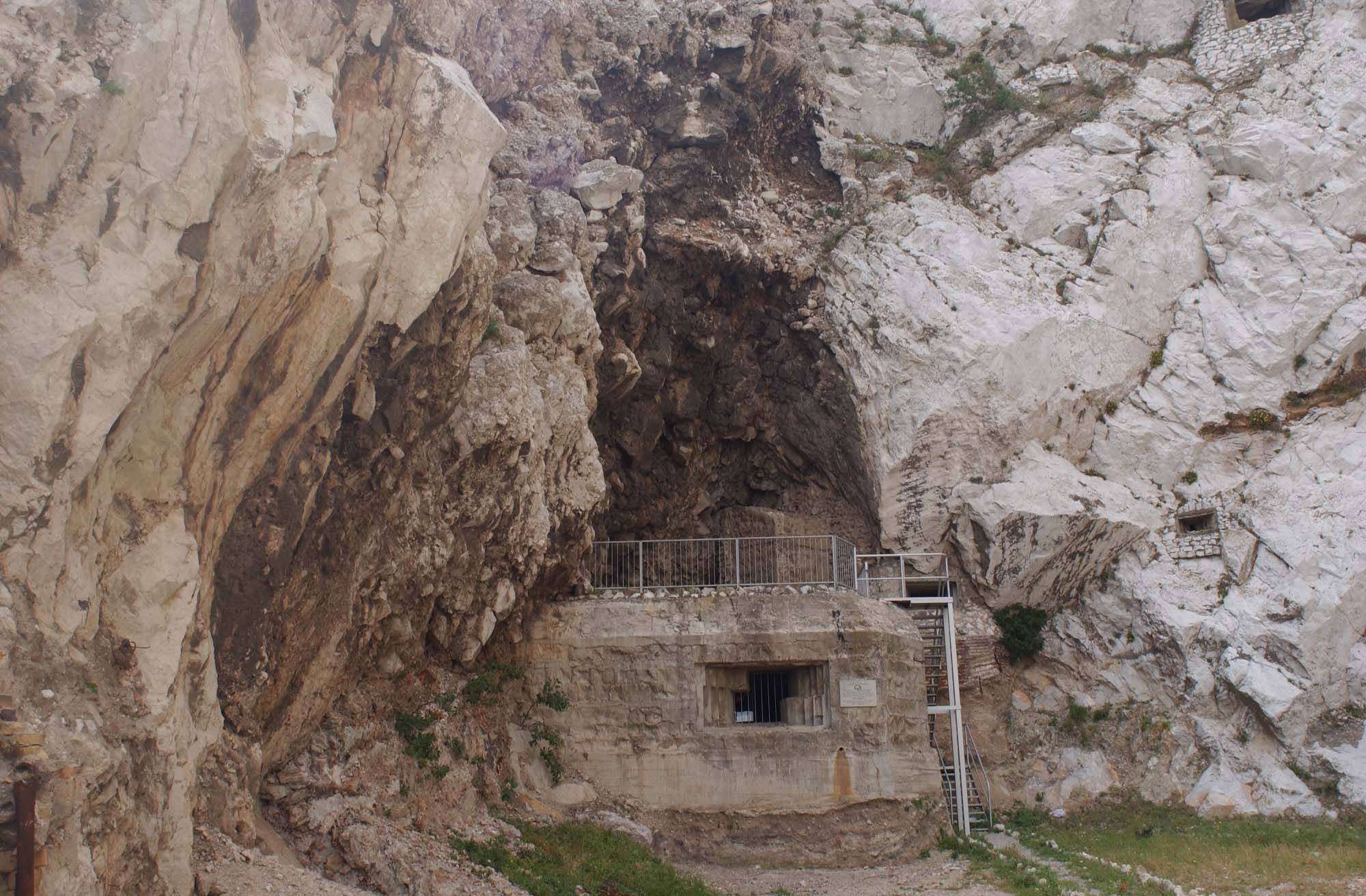
مدخل محجر الكهف

يقع محجر فوربس في الوجه الشمالي من صخرة جبل طارق في جبل طارق.  وخلال القرن التاسع عشر  تم استخراج  الحجر في سياق استغلال المحاجر،  وتم العثور على كهف من الحجر الجيري. وعثر بواسطة  ادموند فلينت  على جمجمة عرفت باسم جبل طارق 1 وهي تعود  تعود لأنثى بالغة من لنوع نياندرتال وذلك  في عام 1848.